# Candace Allen
Candace Allen (* 1950 in Boston) ist eine amerikanische Schriftstellerin.

## Leben und Werk
Candace Allen wurde 1950 in Boston, USA, geboren. Sie studierte in Harvard und New York und arbeitete achtzehn Jahre lang in der Filmindustrie Hollywoods. Nach mehreren Drehbüchern verfasste sie ihren ersten Roman „Valaida“. Darin entwirft sie in einer flüssigen, an Stimmungen und einprägsamen Bildern reichen Prosa die weitgehend fiktive Biographie der afro-amerikanischen Jazz-Trompeterin Valaida Snow, die sich in einem von Männern dominierten Beruf ihren Platz erkämpft. Die Autorin lebt in London.
Von 1995 bis zur Scheidung 2004 war sie die zweite Ehefrau des englischen Dirigenten Sir Simon Rattle.

## Sonstiges
Candace Allen war Teilnehmerin beim Internationalen Literaturfestival Berlin 2004.
2019 wurde sie in die Anthologie New Daughters of Africa von Margaret Busby aufgenommen, in der die Schwarze, weibliche Literatur der letzten zwei Jahrhunderte repräsentiert ist.

## Werke
- Valaida. Virago, London 2004.

| Personendaten    | Personendaten                  |
| ---------------- | ------------------------------ |
| NAME             | Allen, Candace                 |
| KURZBESCHREIBUNG | amerikanische Schriftstellerin |
| GEBURTSDATUM     | 1950                           |
| GEBURTSORT       | Boston, USA                    |